# سندیانه، حماة
سندیانه (به عربی: السندیانة) یک روستا در سوریه است که در ناحیه زیاره واقع شده‌است. سندیانه ۱۱۷ نفر جمعیت دارد.